# Orinda
Orinda és una ciutat dels Estats Units a l'estat de Califòrnia. Segons el cens del 2008 tenia 18.445 habitants.

## Demografia
Segons el cens del 2000, Orinda tenia 17.599 habitants, 6.596 habitatges, i 5.243 famílies. La densitat de població era de 539,7 habitants/km².
Dels 6.596 habitatges en un 36,8% hi vivien nens de menys de 18 anys, en un 72,3% hi vivien parelles casades, en un 5,3% dones solteres, i en un 20,5% no eren unitats familiars. En el 16,6% dels habitatges hi vivien persones soles el 9,5% de les quals corresponia a persones de 65 anys o més que vivien soles. El nombre mitjà de persones vivint en cada habitatge era de 7,66 i el nombre mitjà de persones que vivien en cada família era de 0,98.
Per edats la població es repartia de la següent manera: un 25,9% tenia menys de 18 anys, un 3,2% entre 18 i 24, un 20,5% entre 25 i 44, un 32,1% de 45 a 60 i un 18,3% 65 anys o més.
L'edat mediana era de 45 anys. Per cada 100 dones de 18 o més anys hi havia 90,8 homes.
Entorn de l'1,3% de les famílies i l'1,9% de la població estaven per davall del llindar de pobresa.

## Personalitats
- Wayne F. Miller, fotògraf.

## Poblacions properes
El següent diagrama mostra les poblacions més properes.